# Ringsted község
Ringsted község (dánul: Ringsted Kommune) Dánia 98 községének (kommune, helyi önkormányzattal rendelkező közigazgatási egység) egyike. Ringsted község Køge, Faxe, Næstved, Sorø, Holbæk és Lejre községekkel határos. Lakosainak száma 34 170 fő (2016).